# Jürgen Eschert
Jürgen Eschert   (Magdeburg, 24 d'agost de 1941) és un piragüista en aigües tranquil·les alemany, ja retirat, que va competir durant la dècada de 1960.
El 1964 va prendre part en els Jocs Olímpics d'Estiu de Tòquio, on guanyà la medalla d'or en la prova del C-1, 1.000 metres del programa de piragüisme. En el seu palmarès també destaca una medalla de bronze al Campionat d'Europa de piragüisme en aigües tranquil·les de 1965.
El 1971 va ser expulsat de la selecció d'Alemanya de l'Est per portar en públic una samarreta amb la bandera dels Estats Units. Es va retirar de les competicions i després va treballar com a entrenador i organitzador esportiu. Eschert és doctor en educació física.